# Bismarckpavillon (Bad Bergzabern)
Der turmartige Bismarckpavillon von Bad Bergzabern war der älteste Bismarckturm innerhalb des heutigen Rheinland-Pfalz.

## Geschichte
Die Planungen liefen ab 1891, 1895 war der Bau schließlich vollendet. Die Initiative hatte Dr. Michel aus Ludwigshafen am Rhein ergriffen, der dem Verschönerungsverein Bergzabern eine Geldspende zukommen lassen hatte. Dr. Michel hatte sich den Bau eines „Tempels“ in der Nähe des Ortes gewünscht. Der Verschönerungsverein kaufte daraufhin relativ bald ein Waldstück an; danach kamen die Planungen allerdings ins Stocken. Erst im Mai 1895 war beschlossen, dass der Turm südlich des Festplatzgeländes auf einer Anhöhe nordwestlich von Bergzabern gebaut werden sollte.
Auf einem steinernen, achteckigen Unterbau wurde die Holzkonstruktion errichtet. Um den hölzernen, von einem achteckigen spitzen Dach gekrönten Turm herum wurde der offene Pavillon errichtet. Die Arbeiten waren am 14. Juni 1895 abgeschlossen. Wann genau die Einweihung stattfand, ist nicht mehr bekannt.
Ab 1944 war der Festplatz in städtischem Besitz. Im Lauf der Jahrzehnte wurde der Pavillon zunehmend baufällig, sodass er Ende der 1950er Jahre abgerissen wurde; Reste des steinernen Unterbaus blieben jedoch noch über Jahrzehnte erhalten.
In unmittelbarer Nähe des einstigen Standorts des Bismarckpavillons wurde 1984 ein hölzerner Aussichtsturm errichtet, der fälschlich oft als „Bismarckturm“ bezeichnet wird. Er ist 30 Meter hoch, die Aussichtsplattform ist über 154 Stufen zu erreichen.